# 반대기

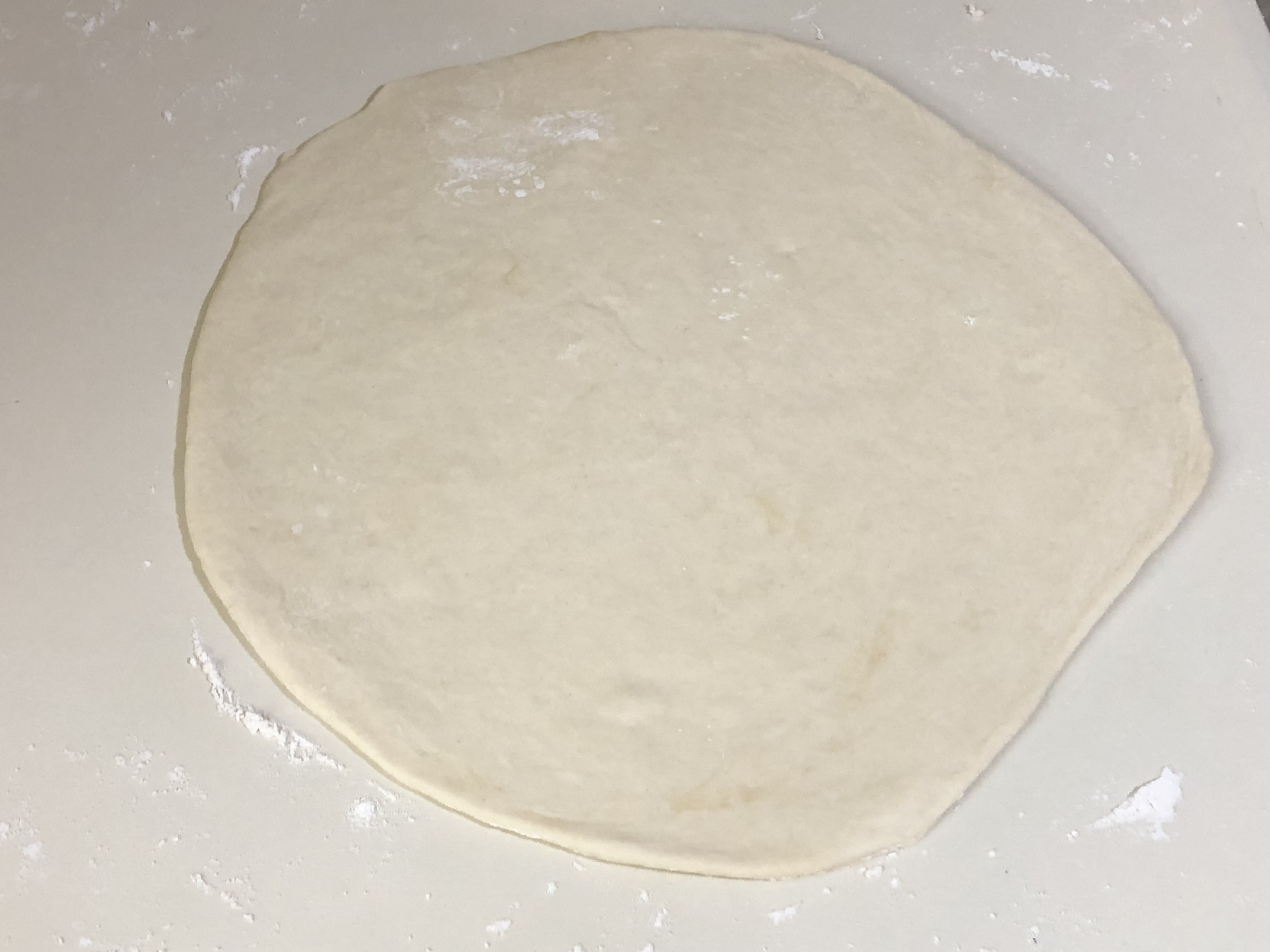
반대기

반대기는 반죽을 밀대 등으로 평평하고 둥글넓적하게 편 것이다.
만두 등 소를 넣은 피 음식의 거죽이 되는 얇은 반대기는 만두피(饅頭皮) 등 피(皮)라 부른다. 프랑스 페이스트리 관련 맥락에서는 아베스(abaisse)로도 불린다. 이탈리아 요리에서는 반대기 음식이 "파스타"로 불리며, 달걀을 넣어 만들어 얇게 만든 반대기가 "스폴리아"라 불린다. 튀르키예와 그리스 요리의 페이스트리에 쓰이는 아주 얇은 반대기는 "필로"라 불린다.

## 사진

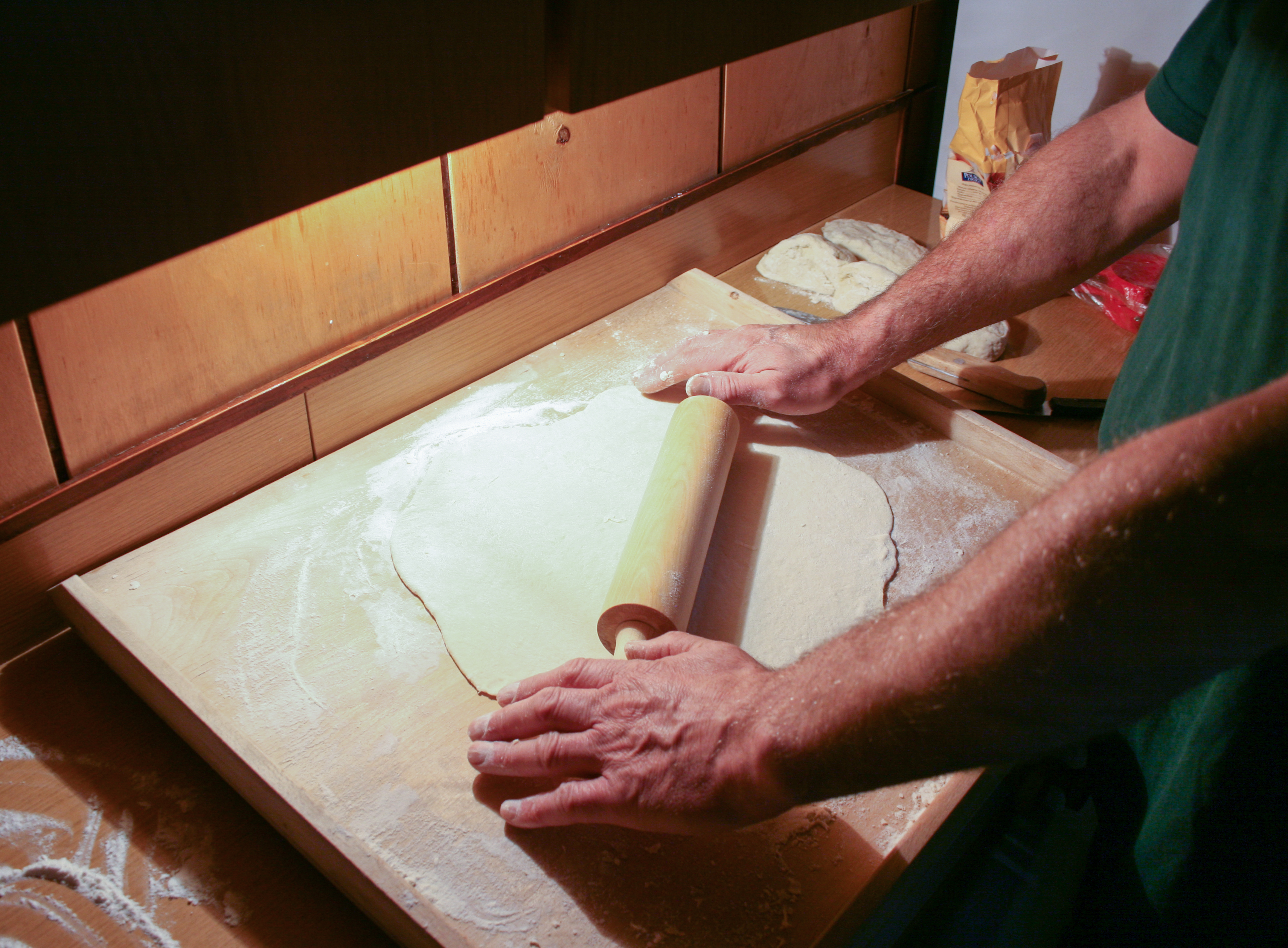
피에로기 피를 미는 모습
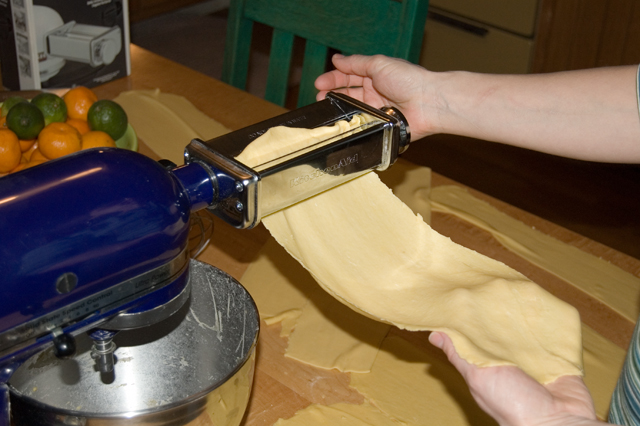
파스타기로 파스타를 뽑는 모습
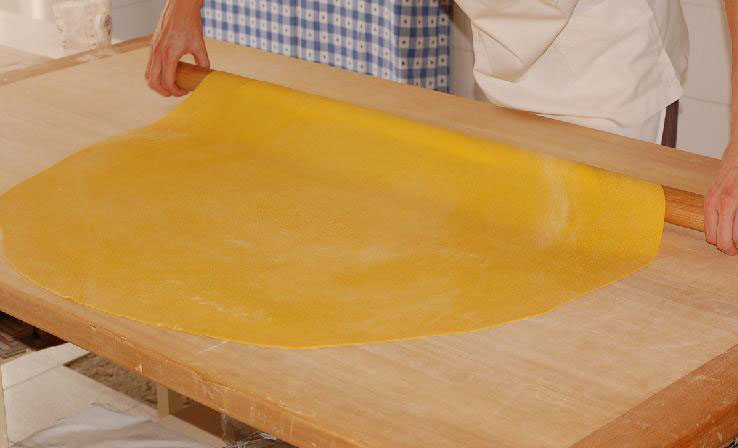
스폴리아
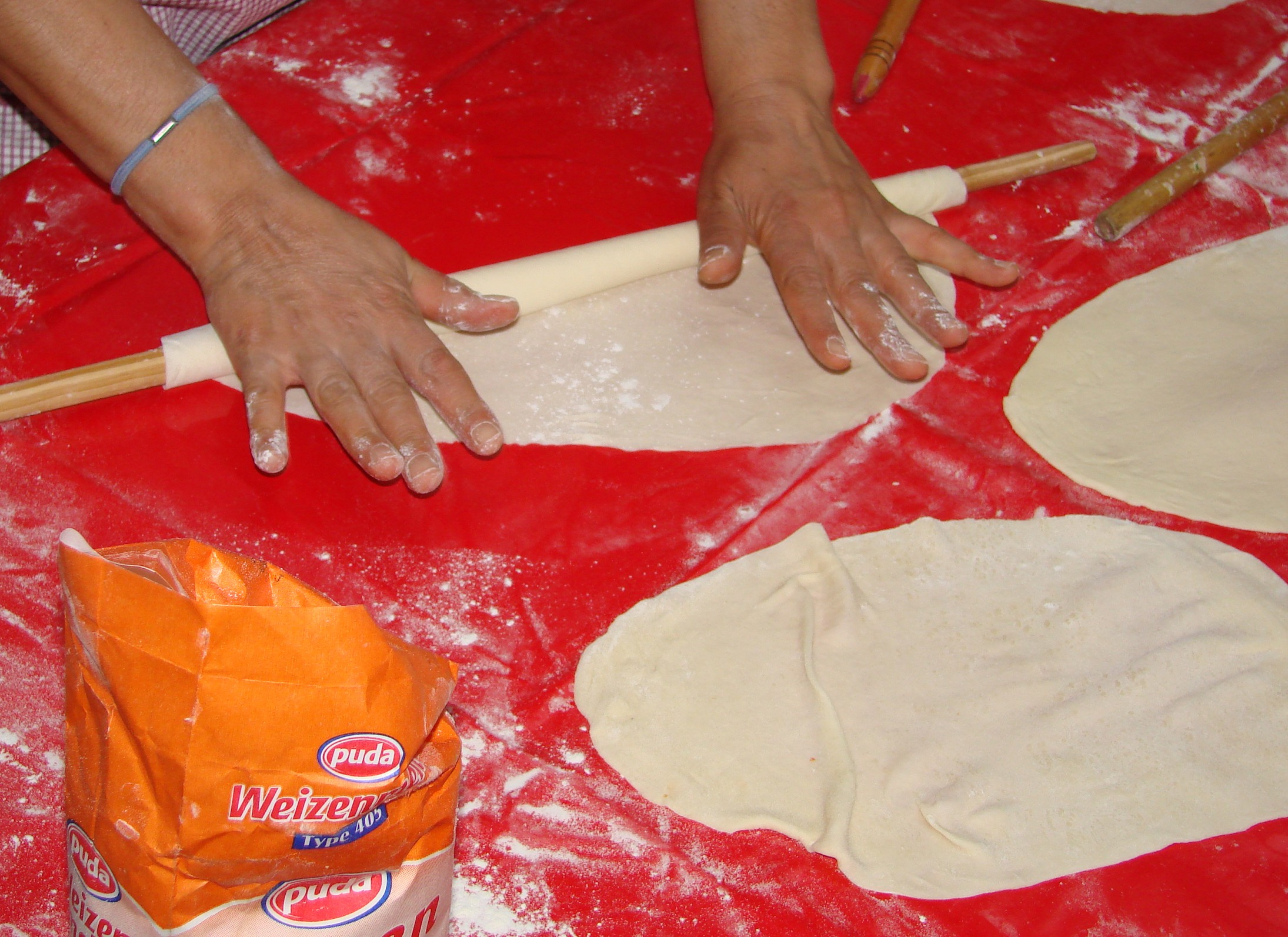
필로